# Kynaston
Kynaston – osada w Anglii, w hrabstwie ceremonialnym Shropshire, w dystrykcie (unitary authority) Shropshire, w civil parish Kinnerley. Leży 16 km od miasta Shrewsbury. W 1870-72 osada liczyła 135 mieszkańców. Kynaston jest wspomniana w Domesday Book (1086) jako Chimerestun.